# Eriocaulon escape
Eriocaulon escape är en gräsväxtart som beskrevs av Bruce Frederick Hansen. Eriocaulon escape ingår i släktet Eriocaulon och familjen Eriocaulaceae.
Artens utbredningsområde är Thailand. Inga underarter finns listade i Catalogue of Life.